# 張伯祥 (成化舉人)
張伯祥（15世紀—16世紀），名瑞，字伯祥、又字元吉，號西畦，以字行，浙江寧波府鄞縣人，明朝政治人物。

## 生平
張伯祥少年嗜學有志氣，曾上書屠滽、楊守阯談論科場弊病得傳頌，成化十九年（1483年）中舉人，弘治十一年（1498年）授蕪湖知縣，體恤人民疾苦，為政崇尚平易，有古代循良風範，曾有商人犯法，在晚上餽遺千金給他，他拒絕道：「為官若受人一錢，那就不值一錢了！」將該人治罪，又勸諭商民捐資改建縣學尊經閣，事成而不擾民，後因子姪行為不檢受連累罷官。
弘治十八年（1505年），張伯祥復官任靖安知縣，為官嚴毅不言笑，判斷刑獄總到夜深時分才休息，寫下《省民條約》一冊四十七章教導人民：「嚴之在官者曰謹內肅外，約之在民者曰正俗興利。」地方習俗在疾病時好祀鬼神，死喪則作佛事安葬，年月亦多不同淫祀，他也設法約束並行。瑞州新昌人胡雪二盜馬下獄，有人向他請求釋放盜賊，他堅持不可：「我打算處死他，諸君卻想他生存，這人一定為害靖安！」後來胡雪二果然在瑪瑙山聚黨作亂，人們才佩服他明察，不久他入覲朝廷，得知劉瑾擅權即辭官回鄉，他個性孝友，孝順侍奉父親，兄弟四人亦十分友愛，一果片脯也分甘同味，人們以他曾寫下《雍睦堂里》稱為雍睦張氏，父親去世時八十八歲，他能盡禮哀悼，晚年與李堂、袁孟悌互相酬唱，他去世後的嘉靖三十八年（1559年）張家鄰居火災，只有他的故居完好，鄉人都覺得奇異，兒子張錄由貢生任職長汀知縣。

## 引用
1. 1 2  光緒《鄞縣志·卷三十四·人物傳九》：張伯祥，名瑞，以字行 案《太平府志》作字元吉，號西畦，少嗜學有志，嘗上書屠滽、楊守阯論科場之弊，為時所傳 甬上耆舊傳，成化十九年領鄉薦 聞志，宏治間知蕪湖縣，勤恤民隱，政尚平易，有古循良風，孤櫱之操厯久不渝 太平志，嘗有巨商犯法夜餽千金，卻之曰：「為吏若得人一錢，即不值一錢矣！」竟按其罪 耆舊傳，縣學舊無尊經閣，為經營創建，功成而民不擾 《江南通志》，案《安徽通志》宏治十三年建尊經閣，尋改知靖安 案嘉靖志言伯祥知蕪湖，將母以養，併育其子姪，而子姪不檢，玷之落職，一無所憾，是知靖安乃再起補官，作省民條約與相清淨，縣大治，在官六年將入覲，聞劉瑾擅權遂解組歸，性孝友，事父色養備至，兄弟四人雖一果片脯必與同味食指，約五十餘門無異煙，嘗作雍睦堂里，人稱雍睦張氏，父卒年八十八，伯祥哀禮兼盡，晚年與李堂、袁孟悌常相唱酬云 耆舊傳，嘉靖三十八年張氏鄰室火，伯祥故居獨完，鄉人異之 嘉靖志，子錄由貢生官長汀知縣 《四明談助》。
2. ↑  乾隆《（安徽）太平府志·卷二十三·名宦志》：張伯祥，字元吉，浙江鄞縣人，宏治間以舉人知（蕪湖縣），勤恤民隱、政尚平易，有古循良風，冰蘖之操歷久不渝，邑庠舊無尊經閣，伯祥勸諭商民佐木石之費，功成而役不勞，他凡措置之善多類此，入祀名宦。
3. ↑  民國《蕪湖縣志·卷十·名宦志》：張伯祥，字元吉，浙江鄞縣人，宏治戊午由舉人任縣事，勤恤民隱，政尚平易，有古循良風，邑庠舊無尊經閣，勸諭商民佐木石之費，功成而民不知勞，他凡措置多類此。
4. ↑  同治《靖安縣志·卷七·職官志下》：張伯祥，鄞縣人，為邑令嚴毅方正，不荷言笑，涖政清勤，折獄惟公，每至夜分而退，諄諄然以敦本善俗，為事著省民條約一冊，使家傳戶誦，其大綱有四：嚴之在官者曰謹內肅外，約之在民者曰正俗興利，綱各有目，總四十七章，又以民俗疾病好祀鬼神，死喪作佛事安葬，泥年月特著淫祀，擇葬醫藥三辨名曰條約，發揮鐫梓並行。瑞州新昌胡雪二盜馬下獄，有求釋之者，伯祥不可曰：「我欲死之，諸君欲生之，為靖安害必斯人也！」後雪二果聚黨瑪瑙山，人服其明。 舊志